# Ixobrychus novaezelandiae
Il tarabusino della Nuova Zelanda (Ixobrychus novaezelandiae, A. C. Purdie, 1871) era un uccello della famiglia degli Ardeidae. L'ultimo esemplare vivente è stato avvistato intorno al 1890.